# Más allá de la muerte
Más allá de la muerte é uma telenovela mexicana, produzida pela Televisa e exibida em 1969 pelo Telesistema Mexicano.

## Elenco
- Julissa - Estela Ballesteros
- Carlos Bracho - Ángel Ramírez
- Ernesto Alonso - Octavio Durán
- Emily Cranz - Malena
- Aarón Hernán
- Hortensia Santoveña
- Carlos Ancira - Gabriel
- Miguel Manzano - Ramón
- Norma Herrera - Hildegard